# Баская (приток Бисерти)
Баская — река в России, протекает по Свердловской области. Устье реки находится в 146 км от устья Бисерти по правому берегу. Длина реки составляет 38 км, площадь водосборного бассейна — 192 км².
В 14 км от устья впадает правый приток Китайка. В 32 км от устья впадает левый приток Хохлуновка Баская.

## Данные водного реестра
По данным государственного водного реестра России относится к Камскому бассейновому округу, водохозяйственный участок реки — Уфа от Нязепетровского гидроузла до Павловского гидроузла, без реки Ай, речной подбассейн реки — Белая. Речной бассейн реки — Кама.
Код объекта в государственном водном реестре — 10010201112111100021077.